# Крутіха (Далматовський район)
Круті́ха (рос. Крутиха) — село у складі Далматовського району Курганської області, Росія. Адміністративний центр Крутіхинської сільської ради.
Населення — 807 осіб (2010, 981 у 2002).
Національний склад станом на 2002 рік: росіяни — 95 %.